# باربرا كريد
باربرا كريد (بالإنجليزية: Barbara Creed)‏ هي أكاديمية أسترالية، ولدت في 1943.